# Willie Hunter
William Hunter (Edinburgh, 1940. február 14. – 2020. augusztus 4.) válogatott skót labdarúgó, csatár, edző.

## Pályafutása

### Klubcsapatban
1957 és 1967 között a Motherwell labdarúgója volt. 1967–68-ban az amerikai Detroit Cougars játékosa volt, de 1967-ben kölcsönjátékosként az északír Glentoran csapatában is szerepelt. 1968 és 1971 között a Hibernian, 1971-ben a dél-afrikai Hellenic, majd 1972 és 1976 között a Cape Town City labdarúgója volt. A két dél-afrikai csapattal egy-egy bajnoki címet szerzett.

### A válogatottban
1960-ban három alkalommal szerepelt a skót válogatottban és egy gólt szerzett. 1960. június 5-én Budapesten a magyar válogatott ellen mutatkozott be a válogatottban. A Népstadionban megrendezett mérkőzés 3–3-as döntetlennel zárult. Hunter a 34. perben szerzett gólt, amivel 1–1-re alakult az eredmény.

### Edzőként
1978–79-ben a Queen of the South, 1979 és 1981 között az Iverness Caldeonian vezetőedzőjeként tevékenykedett.

## Sikerei, díjai
Hellenic
- Dél-afrikai bajnokság (National Football League)
  - bajnok: 1971

 Cape Town City
- Dél-afrikai bajnokság (National Football League)
  - bajnok: 1973